# Hi Hania
Hi Hania, właśc. Hanna Puchalska (ur. 17 sierpnia 1999 w Białymstoku) – polska influencerka, youtuberka, aktorka i piosenkarka. 

## Życiorys
Pochodzi z Białegostoku. W okresie gimnazjum ze względu na swoją skoliozę przez ponad trzy lata nosiła gorset ortopedyczny, który był przyczyną jej problemów z samoakceptacją i niezrozumieniem ze strony rówieśników.  
Uczestniczyła w stworzonym przez Friza programie „Twoje 5 Minut”, po skończeniu którego dołączyła do grupy „Genzie”.

## Życie prywatne
Jest w związku z influencerem, Bartoszem Laskowskim.

## Dyskografia

### Single
Jako główny wykonawca
| Rok                                                      | Tytuł                                                          | Najwyższa pozycja na listach | Certyfikat                 | Sprzedaż        | Album  |
| Rok                                                      | Tytuł                                                          | POL                          | Certyfikat                 | Sprzedaż        | Album  |
| -------------------------------------------------------- | -------------------------------------------------------------- | ---------------------------- | -------------------------- | --------------- | ------ |
| 2023                                                     | „Twój wzrok” (oraz Świeży)                                     | 36                           | - ZPAV: 2× platynowa płyta | - POL: 100 000+ | Dzięki |
| 2023                                                     | „Shadowban”                                                    | 38                           | - ZPAV: platynowa płyta    | - POL: 50 000+  | –      |
| 2024                                                     | „Scam”                                                         | –                            |                            |                 | –      |
| 2024                                                     | „Shadowban” (Unplugged) (oraz Jędrek Wołodko, Michu Kontrabas) | –                            |                            |                 | –      |
| 2024                                                     | „Happy Holiday” (oraz Świeży)                                  | –                            |                            |                 | –      |
| „–” oznacza, że singel nie był notowany na danej liście. |                                                                |                              |                            |                 |        |

Jako wykonawca gościnny
| Rok  | Tytuł                                           |
| ---- | ----------------------------------------------- |
| 2024 | „Lek” (Qry, gościnnie: Hi Hania)                |
| 2025 | „Prywatna wyspa” (Lordofon, gościnnie Hi Hania) |

### Single promocyjne
| Rok  | Tytuł                                                         | Najwyższa pozycja na liście |
| Rok  | Tytuł                                                         | POL                         |
| ---- | ------------------------------------------------------------- | --------------------------- |
| 2025 | „Labubu” (Hi Hania, Friz, Kacper Błoński, Postirol, Kartonii) | 5                           |

### Teledyski
| Rok                                                    | Tytuł                   | Inni wykonawcy                           | Reżyseria                                    | Źr.              |
| Główny wykonawca                                       | Główny wykonawca        | Główny wykonawca                         | Główny wykonawca                             | Główny wykonawca |
| ------------------------------------------------------ | ----------------------- | ---------------------------------------- | -------------------------------------------- | ---------------- |
| 2023                                                   | „Twój Wzrok”            | Świeży                                   | Maciej Jurek Movies                          | [ 14 ]           |
| 2023                                                   | „SHADOWBAN”             | –                                        | Natalia Sokołowska                           | [ 15 ]           |
| 2024                                                   | „SCAM”                  | –                                        | Danny Patyk / Easy, Tiger                    | [ 16 ]           |
| 2024                                                   | „SHADOWBAN (Unplugged)” | Jędrek Wołodko, Michu Kontrabas          | Beniamin Jeż                                 | [ 17 ]           |
| 2024                                                   | „Happy Holiday”         | Świeży                                   | MZQ Media                                    | [ 18 ]           |
| 2025                                                   | „Labubu”                | Friz, Kacper Błoński, Postirol, Kartonii | Direct by Ekipa                              | [ 12 ]           |
| Gościnnie                                              |                         |                                          |                                              |                  |
| 2024                                                   | „Lek”                   | Qry                                      | Rafał Sioma, Gabriel Józefczuk, Patryk Lubaś | [ 19 ]           |
| 2025                                                   | „Prywatna wyspa”        | Lordofon                                 | Adam Andrzejewski                            | [ 20 ]           |
| Z zespołami                                            |                         |                                          |                                              |                  |
| Zobacz więcej w artykule Genzie , w sekcji Teledyski . |                         |                                          |                                              |                  |

## Filmografia

### Filmy
- 2022: 24 filmy w 24 godziny (film dokumentalny) – jako ona sama[21]
- 2023: Genzie Tour (film dokumentalny) – jako ona sama[22]
- 2025: 100 dni do matury[23][24] – jako Oliwka

### Programy telewizyjne
- 2023: Próba Miłości (Sezon 1, odcinek 2) – jako uczestnik gry[25]
- 2023: Twoje 5 minut[26]
- 2023–2024: Mafia w prawdziwym życiu (Sezon 1 i 2) – jako uczestnik gry[27]

### Podcasty
- 2023–obecnie: Hi Talk – prowadząca[28]
- 2024–obecnie: GirlzCast – współprowadząca[29]